# Gennetines
Gennetines település Franciaországban, Allier megyében. Lakosainak száma 624 fő (2022. január 1.). Gennetines Avermes, Chézy, Saint-Ennemond, Trévol, Yzeure és Lucenay-lès-Aix községekkel határos.

## Népesség
A település népességének változása:
| Lakosok száma | 477  | 537  | 554  | 511  | 681  | 671  | 670  | 647  | 636  | 624  |
|               | 1968 | 1982 | 1990 | 2006 | 2013 | 2015 | 2017 | 2019 | 2020 | 2022 |